# TNN Outdoors Bass Tournament '96
Pour les articles homonymes, voir TNN.
TNN Outdoors Bass Tournament '96 est un jeu vidéo de pêche sorti en 1996 sur Mega Drive et DOS. Le jeu a été développé par Imagitec Design et édité par American Softworks. Il s'agit de la suite de TNN Bass Tournament of Champions.